# قائمة المكتبات كارنيجي في مدينة كانساس
قائمة المكتبات كارنيجي في كانساس، تم بناء 59 مكتبة عامة من 58 منحة (مجموعها 874،996 $) التي تمنحها مؤسسة كارنيجي في نيويورك من عام 1900 إلى عام 1916. وبالإضافة إلى ذلك، تم بناء المكتبات الأكاديمية في 7 مؤسسات (بقيمة 195،500 $).

## وصلات خارجية
- كارنيجي وراثي في ولاية كنساس نسخة محفوظة 20 يناير 2013 على موقع واي باك مشين. من قبل ألن جاردنر

قالب:مكتبات كارنيجي (US)